# Carlos Collado Seidel
Carlos Collado Seidel (* 1966) ist ein deutsch-spanischer Historiker und Autor mehrerer Werke zur Geschichte Spaniens.

## Leben
Collado Seidel studierte Neuere und Neueste Geschichte, Sozial- und Wirtschaftsgeschichte und Politische Wissenschaft an der Ludwig-Maximilians-Universität München und der Universität Complutense Madrid. 1998 wurde er in München promoviert. 2005 wurde er an der Philipps-Universität Marburg für Neuere Geschichte habilitiert. Seitdem lehrt er dort als Privatdozent bzw. außerplanmäßiger Professor. 2010/11 vertrat Collado Seidel den Lehrstuhl für Europäische Geschichte des 19. und 20. Jahrhunderts von Martin Baumeister an der LMU München.
Neben zahlreichen Publikationen über die Geschichte Spaniens und die deutsch-spanischen Beziehungen vor allem im 20. Jahrhundert verfasste er ein Kinderbuch über die Musikgeschichte Münchens.
Collado Seidel ist Mitglied im PEN-Zentrum Deutschland und war von April 2017 bis Mai 2019 dessen Generalsekretär. Im Juni 2022 gehörte er zu den Mitgründern des PEN Berlin.

## Veröffentlichungen (Auswahl)
Als Autor:
- Die deutsch-spanischen Beziehungen in der Nachkriegszeit. Das Projekt deutscher Militärstützpunkte in Spanien 1960 (= Forschungen zu Spanien. Bd. 6). Breitenbach, Saarbrücken 1991, ISBN 3-88156-515-9.
- Angst vor dem „Vierten Reich“. Die Alliierten und die Ausschaltung des deutschen Einflusses in Spanien 1944–1958. Schöningh, Paderborn 2001, ISBN 3-506-77515-4 (Dissertation, Universität München, 1998).
- Der Spanische Bürgerkrieg. Geschichte eines europäischen Konflikts. Beck, München 2006, 2., durchgesehene und aktualisierte Auflage 2010, ISBN 978-3-406-60288-7.
- Kleine Geschichte Kataloniens. Beck, München 2007, ISBN 978-3-406-54787-4.
- Die Basken. Ein historisches Portrait. Beck, München 2010, ISBN 978-3-406-60149-1.
- mit Naomi Lawrende (Illustrationen): Münchner Musikkindl. Eine musikalische Entdeckungsreise. Musikkindl Bücher, München 2011 ISBN 978-3-00-035065-8.
- Franco. General – Diktator – Mythos. Kohlhammer, Stuttgart 2015, ISBN 978-3-17-021513-9.

Als Herausgeber:
- mit Walther L. Bernecker: Spanien nach Franco. Der Übergang von der Diktatur zur Demokratie 1975–1982 (= Schriftenreihe der Vierteljahrshefte für Zeitgeschichte. Bd. 67). Oldenbourg, München 1993, ISBN 3-486-64567-6.
- mit Walther L. Bernecker und Paul Hoser: Die spanischen Könige. 18 historische Porträts vom Mittelalter bis zur Gegenwart. Beck, München 1997, ISBN 3-406-42782-0.
- Geheimdienste, Diplomatie, Krieg. Das Räderwerk der internationalen Beziehungen. Zum 65. Geburtstag von Wolfgang Krieger. Lit, Berlin 2013, ISBN 978-3-643-12066-3.